# Helga Ellul
Barbara Helga Ellul (* 23. September 1947; geborene Langer) ist eine deutsche Managerin.

## Werdegang
Ellul begann 1968 als Angestellte in der Vertriebs- und Exportabteilung des mittelfränkischen Spielwarenherstellers geobra Brandstätter. 1974 ging sie im Auftrag ihres Chefs als Buchhalterin nach Malta, wo Brandstätter seit 1971 eine Produktionsstätte betreibt. Nachdem sie ihren späteren Mann, einen Immobilienmakler, kennengelernt hatte, blieb sie auf der Insel. Sie wurde 1976 Generaldirektorin des Werkes und 1982 Geschäftsführerin von Playmobil Malta Ltd. Das Unternehmen wuchs unter ihrer Leitung von 50 auf etwa 1000 Mitarbeiter. Jährlich werden etwa 100 Millionen Playmobilfiguren in Malta hergestellt. Daneben baute sie einen Playmobil FunPark auf, der im Herbst 2003 eröffnet wurde. Im Herbst 2012 zog sie sich aus dem operativen Geschäft zurück.
Sie ist Präsidentin der deutsch-maltesischen Handelskammer.

## Ehrungen
- 1994: Midalja ghall-Qadi tar-Repubblika
- 2011: Verdienstkreuz 1. Klasse der Bundesrepublik Deutschland